# Powstanie Ketta
Powstanie Ketta (z ang. Kett's Rebellion) – powstanie chłopów angielskich w 1549 pod wodzą Roberta Ketta.

## Przebieg powstania
Do wojny chłopskiej w Anglii zwanej powstaniem Ketta doszło w 1549 r. Powodem jego wybuchu było  zajęcie i ogradzanie gruntów gminnych przez właścicieli wielkiej własności ziemskiej, na czym ucierpiała przede wszystkim biedota wiejska. Na czele 15000 powstańców głównie chłopów stanął garbarz Robert Kett. Powstańcy zniszczyli ogrodzenia gruntów gminnych i złupili bogatych ziemian. Przeciw powstańcom wysłani zostali żołnierze angielscy i najemnicy niemieccy. Powstanie zostało stłumione a Robert Kett został schwytany i powieszony na murze zamku w Norwich, aby zmarł z głodu. Podobna kara spotkała jego brata, z tą różnicą, że jego powieszono na wieży kościoła.

## Upamiętnienie
Nazwiskiem przywódcy powstania nazwano szkołę w Wymondham.